# Indice Gulpease
L'Indice Gulpease è un indice di leggibilità di un testo tarato sulla lingua italiana. Rispetto ad altri ha il vantaggio di utilizzare la lunghezza delle parole in lettere anziché in sillabe, semplificandone il calcolo automatico.
Definito nel 1988 nell'ambito delle ricerche del GULP (Gruppo Universitario Linguistico Pedagogico) presso il Seminario di Scienze dell'Educazione dell'Università degli studi di Roma "La Sapienza", si basa su rilevazioni raccolte tra il 1986 e il 1987 dalle cattedre di Filosofia del linguaggio e di Pedagogia dell'Istituto di Filosofia.
L'indice di Gulpease considera due variabili linguistiche: la lunghezza della parola e la lunghezza della frase rispetto al numero delle lettere.
La formula per il suo calcolo è la seguente:
{\displaystyle 89+{\frac {300*(numero\ delle\ frasi)-10*(numero\ delle\ lettere)}{numero\ delle\ parole}}}
I risultati sono compresi tra 0 e 100, dove il valore "100" indica la leggibilità più alta e "0" la leggibilità più bassa. In generale risulta che testi con un indice
- inferiore a 80 sono difficili da leggere per chi ha la licenza elementare
- inferiore a 60 sono difficili da leggere per chi ha la licenza media
- inferiore a 40 sono difficili da leggere per chi ha un diploma superiore

Complementare all'indice Gulpease è la valutazione del vocabolario comune utilizzato nel testo, ovvero la 'notorietà' dei singoli termini utilizzati.